# ميمون أزواغ
ميمون أزواغ (بالألمانية: Mimoun Azaouagh)‏ (مواليد 17 نوفمبر 1982 في بني سيدال الجبل - الناظور في المغرب) هو لاعب كرة قدم يحمل الجنسيتين الألمانية والمغربية، يلعب لصالح نادي الدرجة الأولى بوخوم الألماني منذ 2008 في مركز الوسط المحوري .

## روابط خارجية
- ميمون أزواغ على موقع قاعدة بيانات كرة القدم.إي يو (الإنجليزية)
- ميمون أزواغ على موقع بيانات كرة القدم. دي إي (الألمانية)
- ميمون أزواغ على موقع Soccerway.com (الإنجليزية)
- ميمون أزواغ على موقع عالم كرة القدم.نت (الإنجليزية)
- ميمون أزواغ على موقع كووورة